# Rijksbeschermd gezicht 's-Hertogenbosch
Gezicht 's-Hertogenbosch is een van rijkswege beschermd stadsgezicht in 's-Hertogenbosch in de Nederlandse provincie Noord-Brabant. De procedure voor aanwijzing werd gestart op 13 januari 1968. Het gebied werd op 21 december 1972 definitief aangewezen. Het beschermd gezicht beslaat een oppervlakte van 37,5 hectare.
In 1991 werd het aangrenzende gebied 's-Hertogenbosch Uitbreiding ook aangewezen als beschermd stadsgezicht.
Panden die binnen een beschermd gezicht vallen krijgen niet automatisch de status van beschermd monument. Wel past de gemeente het bestemmingsplan aan om nieuwe ontwikkelingen in het gebied te reguleren. De gezichtsbescherming richt zich op de stedenbouwkundige en cultuurhistorische waardering van een gebied en wil het toekomstig functioneren daarvan veiligstellen.